# Katholiek Onderwijs Vlaanderen
Katholiek Onderwijs Vlaanderen is de grootste koepelorganisatie in Vlaanderen binnen het onderwijsnet van het vrij gesubsidieerd onderwijs. Als netwerkorganisatie van katholieke inrichtende machten wordt ze door de Belgische Bisschoppenconferentie belast met de coördinatie en de vertegenwoordiging van katholiek onderwijs in Vlaanderen.

## Geschiedenis
Tot 1957 werd het bestuur uitgeoefend door de Algemene Raad van het Katholiek Onderwijs en het Interfederaal Comité van het Katholiek Onderwijs. De voorzitter was bisschop Leonard Van Eynde. Het secretariaat werd als Nationaal Secretariaat van het Katholiek Onderwijs (NSKO) opgericht in 1957, omdat door het schoolpact de overheid nood had aan één gesprekspartner namens het Vrij Katholiek onderwijs in onderwijsmateries. In 1993 werd het gesplitst in het Vlaams Secretariaat van het Katholiek Onderwijs (VSKO) en het Sécrétariat Général de l’Enseignement Catholique en Communautés Française et Germanophone (SeGEC). Het VSKO veranderde op 1 augustus 2015 van naam en werd Katholiek Onderwijs Vlaanderen.

## Organisatie
In 2020 telde Katholiek Onderwijs Vlaanderen 2.400 scholen voor leerplichtonderwijs en 101 internaten die onderwijs voorzien voor 747.852 leerlingen. Daarmee omvat het katholiek onderwijs twee derde van de Vlaamse schoolgaande jeugd. Daarnaast omvat de organisatie tien centra voor volwassenenonderwijs, elf hogescholen en een universiteit.
De hoofdzetel bevindt zich in de Guimardstraat 1 in Brussel van waaruit volgende diensten opereren:
- Bestuur & organisatie
- Personeel
- Lerenden
- Curriculum & vorming
- School- & kwaliteitsontwikkeling
- Stafdienst
- Dienst Ondersteuning

Katholiek Onderwijs Vlaanderen dient als forum voor overleg, maar ook als dienstverlener naar de aangesloten scholen, met onder meer juridisch advies, pedagogische begeleiding, personeelsaangelegenheden, pastorale inspiratie, leerplanontwikkelingen en didactische uitgaven, nascholing en dergelijke.
Tot de didactische uitgaven behoren onder meer de toetsenreeks voor het basisonderwijs in samenwerking met de Katholieke Universiteit Leuven, vergelijkbaar met de Nederlandse CITO-reeks.
Het is ook vereniging zonder winstoogmerk voor de belangenbehartiging bij het Vlaams Ministerie van Onderwijs en Vorming. Het is de representatieve werkgeversorganisatie uit het Vrij Gesubsidieerd Onderwijs in de Paritaire Comités 152 en 225.
Naast (de meer praktische) "mededelingen" aan de scholen geeft de organisatie ook een (meer inhoudelijk) tijdschrift In Dialoog uit (uitgeverij Licap).

## Bestuur
De directeur-generaal wordt benoemd door besluit van de bisschoppen in België. In 2004 werd voor het eerst een leek benoemd in deze functie:
- 1952-1957: bisschop Leonard Van Eynde[3]
- 1957-1962: bisschop Jules-Victor Daem
- 1962-1990: bisschop Alfred Daelemans
- 1990-2004: kanunnik André De Wolf
- 2004-2014: Mieke Van Hecke
- 2014-2024: Lieven Boeve
- vanaf augustus 2024: Bruno Vanobbergen

De secretaris-generaal is de tweede in rang bij het Katholiek Onderwijs Vlaanderen:
- 2014: Ann Verreth
- 2014-heden: Chris Smits

## Pedagogisch project
De katholieke dialoogschool werd in 2016 voorgesteld als nieuw pedagogisch project van het katholiek onderwijs waarin het wereldbeeld en het beeld over de christelijke mens centraal staat. De katholieke dialoogschool is een levensbeschouwelijk-pedagogisch project voor de 21e eeuw, waarbij 'dialoog' essentieel is. Op het kruispunt van onderwijs, Kerk en samenleving wil de katholieke dialoogschool iedereen gastvrij verwelkomen, van welke levensbeschouwelijke of religieuze achtergrond ook. Zonder uitzondering nodigt ze leerlingen (internen, cursisten, studenten), ouders, personeelsleden en bestuurders uit aan haar onderwijsproject mee te werken. Doorheen de dialoog verrijkt de katholieke school zichzelf, en vernieuwt ze haar christelijke inspiratie in de actuele context. Vanuit de traditie waarin de school staat en in gesprek met haar omgeving, wil de katholieke dialoogschool een oefenplaats zijn voor een (samen)leven in een wereld die gekenmerkt is door diversiteit en verschil.